# Leslie Stevens
Pour les articles homonymes, voir Stevens.
Leslie Clark Stevens IV, connu sous le diminuitif Leslie Stevens (3 février 1924 - 24 avril 1998) est un scénariste, réalisateur, dramaturge et producteur de télévision américaine.

## Biographie
Sa pièce The Lovers (1956) obtient un beau succès et est adaptée au cinéma en 1965 par Franklin J. Schaffner pour le film Le Seigneur de la guerre (The War Lord).
Leslie Stevens est notamment connu pour être le créateur de la série Au-delà du réel (The Outer Limits).
Il est également le réalisateur de Incubus (1966), mettant en vedette William Shatner et ayant la particularité d'être l'un des seuls longs métrages tournés en espéranto.

## Théâtre
- The Lovers (1956)

## Filmographie

### Comme réalisateur
- 1960 : Propriété privée (Private Property)
- 1962 : Hero's island
- 1965 : Incubus
- 1987 : Three kinds of heat

### Comme producteur

#### Séries télévisées
- 1962-1963 : Stoney Burke
- 1963-1965 : Au-delà du réel
- 1968 : Opération vol
- 1968-1969 : Les Règles du jeu
- 1970 : Un shérif à New York
- 1970-1971 : Le Virginien
- 1972-1973 : Search
- 1975 : L'Homme invisible
- 1976 : Le Nouvel Homme invisible
- 1978-1979 : Galactica
- 1979-1980 : Buck Rogers

#### Téléfilms
- 1964 : Mr Kingston
- 1964 : Fanfare for a Death Scene
- 1972 : Probe
- 1976 : Riding with Death
- 1977 : Stonestreet : Who Killed the Centerfold Model

#### Films de cinéma
- 1961 : The Marriage-Go-Round de Walter Lang
- 1962 : L'île de la violence (Hero's Island) de Leslie Stevens
- 1969 : Les Griffes de la peur (Eye of the Cat) de David Lowell Rich
- 1995 : Gordy (Gordy) de Mark Lewis

### Comme scénariste

#### Films de cinéma
- 1958 : Le Gaucher
- 1960 : Propriété privée
- 1965 : Le Seigneur de la guerre
- 1965 : Incubus
- 1976 : À cheval avec la Mort
- 1987 : Three kinds of heat

#### Séries télévisées
- 1956 : Four Star Playhouse
- 1956 : Producer's Showcase
- 1957 : Kraft Television Theatre
- 1957 : The DuPont Show of the Month
- 1957 : Standard Oil New Jersey Presents
- 1958 : Decision
- 1958 : Studio One
- 1958-1959 : Playhouse 90
- 1960 : Five Fingers
- 1962-1963 : Stoney Burke
- 1963-1964 : Au-delà du réel
- 1966 : Vacation Playhouse
- 1966 : Bob Hope Presents The Chrysler Theatre
- 1967-1970 : Le Virginien
- 1968 : Opération vol
- 1968-1969 : Les Règles du jeu
- 1970 : Un shérif à New York
- 1972 : Search
- 1975-1976 : L'Homme invisible
- 1976 : Le Nouvel Homme invisible
- 1979 : Buck Rogers